# Hiroshima University
Hiroshima University (jap. 広島大学 Hiroshima Daigaku) – japońska uczelnia państwowa założona w 1949 roku.